# Pozuelo de la Orden
Pozuelo de la Orden is een gemeente in de Spaanse provincie Valladolid in de regio Castilië en León met een oppervlakte van 20,47 km². Pozuelo de la Orden telt 60 inwoners (1 januari 2016).

## Demografische ontwikkeling
Bron: INE, 1857-2011: volkstellingen